# Man on Fire (band)
Man on Fire is een Amerikaanse progressieve-rockband. In 1998 brachten ze hun titelloze debuutalbum Man on Fire uit.

## Geschiedenis
De band werd in oktober 1997 opgericht door zanger-toetsenist Jeff Hodges en gitarist-bassist Eric Sands. Tijdens de opnames van het debuutalbum ontmoetten zij songwriter Steve Carroll die vanaf dat moment bij de band betrokken bleef. In 2003 verscheen The undefined design. Voor de opnames van Habitat (2005) werd de vaste bezetting uitgebreid met drummer Rob Sindon. De band nam zijn muziek vanaf 2005 op in de eigen geluidsstudio, die nog eerst gebouwd moest worden. Ook richtte de band het eigen platenlabel 10T Records op. Hierdoor duurde het zes jaar voor Habitat werd opgevolgd door Chrysalis.

## Stijl
De muziek werd in eerste instantie beïnvloed door Mick Karns (Japan) stijl van spelen, waar Sands fan van was. De sound die de band produceerde, werd "derivative" genoemd en er zijn vergelijkingen gemaakt met Japan, Kansas en Peter Gabriel. Lorenzo Barbagli plaatste de band in de funkprog in zijn boek Guida al Nuovo Progressive Rock 1990-2008.

## Discografie
- 1998: Man on Fire
- 2003: The undefined design
- 2005: Habitat
- 2011: Chrysalis